# Michal Králka
Michal Králka (28. listopadu 1888 Lopej – 25. července 1939 Lopej) byl slovenský a československý politik a meziválečný senátor Národního shromáždění ČSR za Komunistickou stranu Československa.

## Biografie
Vyučil se valcířem v železárnách v Podbrezové, kde pak pracoval. Za první světové války bojoval v řadách rakousko-uherské armády a padl do ruského zajetí. Po návratu se v ČSR angažoval v komunistickém hnutí. Spoluzakládal stranickou buňku v Lopeji. Organizoval stávky a demonstrace. Byl členem obecního zastupitelstva a místostarostou Lopeje.
Po parlamentních volbách v roce 1935 získal senátorské křeslo v Národním shromáždění. Mandát nabyl až dodatečně roku 1936 jako náhradník poté, co byl mandátu zbaven senátor František Kubač. V senátu setrval do prosince 1938, kdy jeho mandát zanikl v důsledku rozpuštění KSČ. Profesí byl kovodělníkem v Lopeji.
Jeho synem byl odbojář Michal Králka (1919–1975).